# تأخیر سیناپسی
تأخیر سیناپسی به مدت زمان لازم جهت هدایت جریان از سیناپس می‌گویند، که مدت زمان در مجموعه‌های نورونی مختلف متفاوت است. 

## عوامل مؤثر در تأخیر سیناپسی
1. زمان لازم برای آزادسازی میانجی
2. زمان لازم برای انتشار میانجی از شکاف سیناپسی
3. زمان لازم برای اتصال میانجی به گیرنده
4. زمان لازم برای اثرگذاری گیرنده
5. زمان لازم برای انتشار یون‌ها به درون سلول پس‌سیناپسی و تغییر پتانسیل غشا.